# レケナ
レケナ（スペイン語: Requena）は、スペイン・バレンシア州バレンシア県のムニシピオ（基礎自治体）。バレンシア語話者が多いバレンシア州にあって、カスティーリャ語話者が多数を占めている。

## 地理
カスティーリャのメセタと、地中海の間にある。地中海まではわずか67kmしか離れていない。レケナは平野にあり、冬の寒さは厳しく、夏は暑い。豊富な水資源と広大な自然の差異が印象的である。バレンシア県の最西端にあたり、カブリエル川が西を流れ、南は深い峡谷である。東から北にかけて、フアン・ナバロ山脈とテホ山（1250m）があり、トゥーリア川の山塊とを分けている。松林、河川の水源、泉が豊富で、マグロ川はこの台地から流れる川の一つである。平野全体がブドウ畑を中心とした耕作地で、地元経済を支えている。

## 歴史
ローマ帝国時代、タイル、レンガ、アンフォラを焼いていたとされる工房があった。
イスラム支配下に入ると、『強力な』という意味のラッカナ（Rakka'na）の名で知られた。1021年以降、イスラムのタイファであるバレンシア王国とトレド王国とを分ける地点の、要塞都市となった。
1238年、ラッカナはカスティーリャ王フェルナンド3世によって征服された。同時に、アラゴン王ハイメ1世がバレンシア征服を行った。レケナにおいて、アラゴン王とカスティーリャ王の会見が行われた。両王国にとってレケナは対イスラムの軍事緩衝地帯であったために幾度かの衝突が起き、最終的にハイメ1世が娘婿のアルフォンソ10世に譲歩するかたちで、レケナおよびカルタヘナ、ムルシアがカスティーリャ領となった。
1257年8月以降、カスティーリャが支配したレケナでは、カスティーリャの慣習法が導入され、再植民が推進された。1264年、逆にカスティーリャはアラゴンへ、プエルト・セコ及びアルモハリファスゴを譲歩し、アラゴンから家畜、羊毛、小麦を受け取った。1355年、ペドロ1世はウティエルとレケナを分離し、王立自治体の地位を与えた。
1369年、アラゴン王ペドロ4世はレケナを占領し、1372年になってエンリケ2世へ町を返還した。ほぼ1世紀後の1467年、ビリェーナ侯がレケナを領有した。
カトリック両王がカスティーリャ＝アラゴン連合王国を成立させたことで、レケナを巡る領有争いは終わった。
18世紀終わり、現在の自治体、ベンタ・デル・モロがレケナから分離された。18世紀には、レケナは800の絹織機を抱え、絹織物のスペイン第4の都市となり、人口が4000人からほぼ1万人へ増えた。1707年、フェリペ5世がレケナに初の市章を与えた。

## 史跡
- バリオ・デ・ラ・ビリャ（Barrio de la Villa） - 中世の囲い地。レケナ最古の定住地。
- サン・ニコラース教会（Iglesia de San Nicolás de Bari） - 市最古の教会。13世紀
- サンタ・マリア教会 - 14世紀ゴシック様式。市最大の教会。
- サルバドール教会 - アルフォンソ11世時代につくられた聖バルバラに献堂された建物を前身に持つ。1380年から1533年まで建設。
- シド宮殿（Palacio del Cid） - 15世紀再建。言い伝えによれば、エル・シッドが住んでいたとされる。
- アルカサバ（Alcazaba） - 11世紀、ムワッヒド朝によって建てられた砦。市で最も高い場所にある
- ラ・フォルタレサ（La Fortaleza） - 12世紀に建てられた要塞。ムデハル様式。
- 旧ゲットー（La Judería） - 職人の工房が集まる商業広場
- メディナ - 中世都市の基礎部分にあたる
- ビリャ広場（Plaza de la Villa）- 16世紀

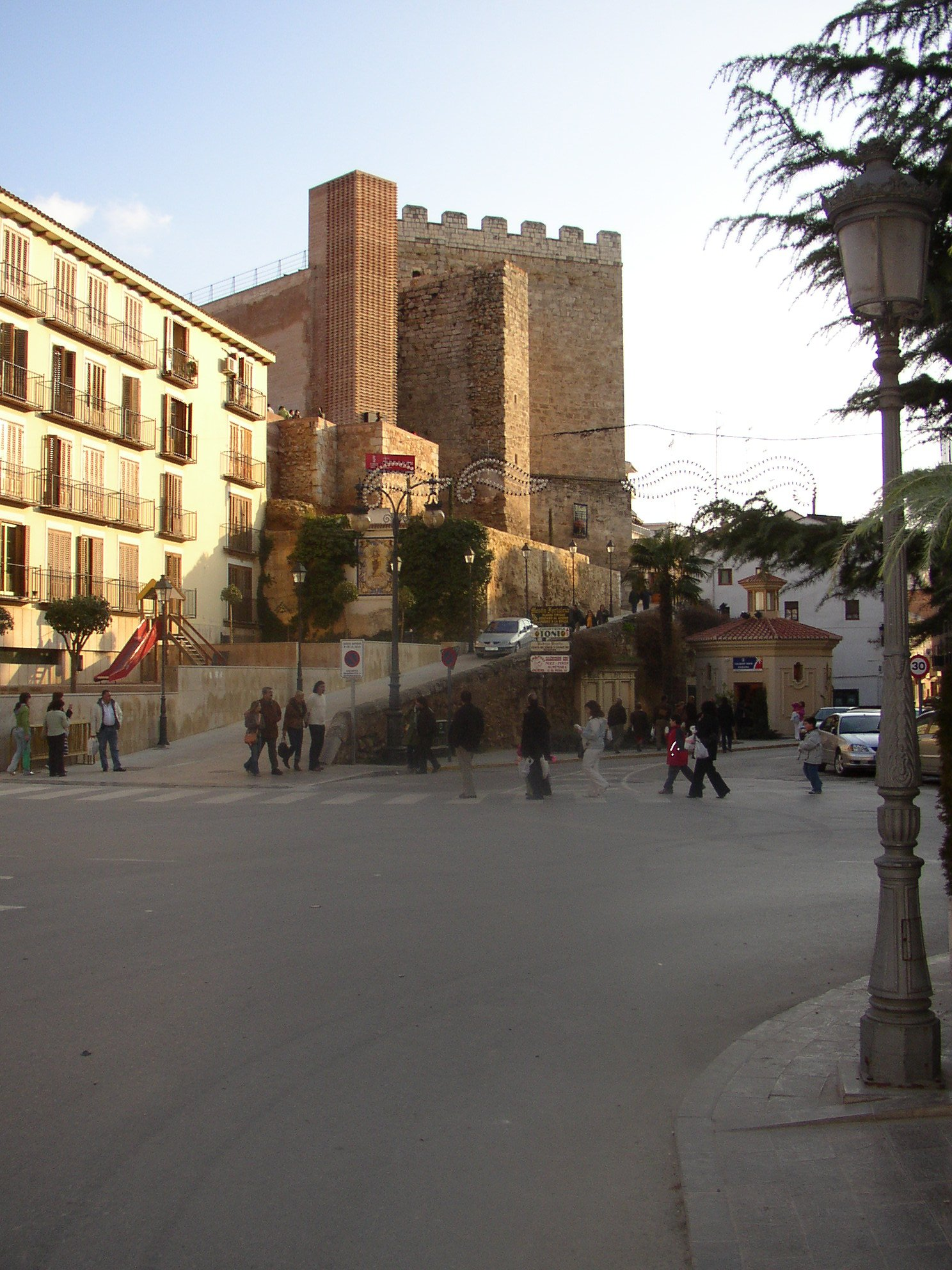
フォルタレサ
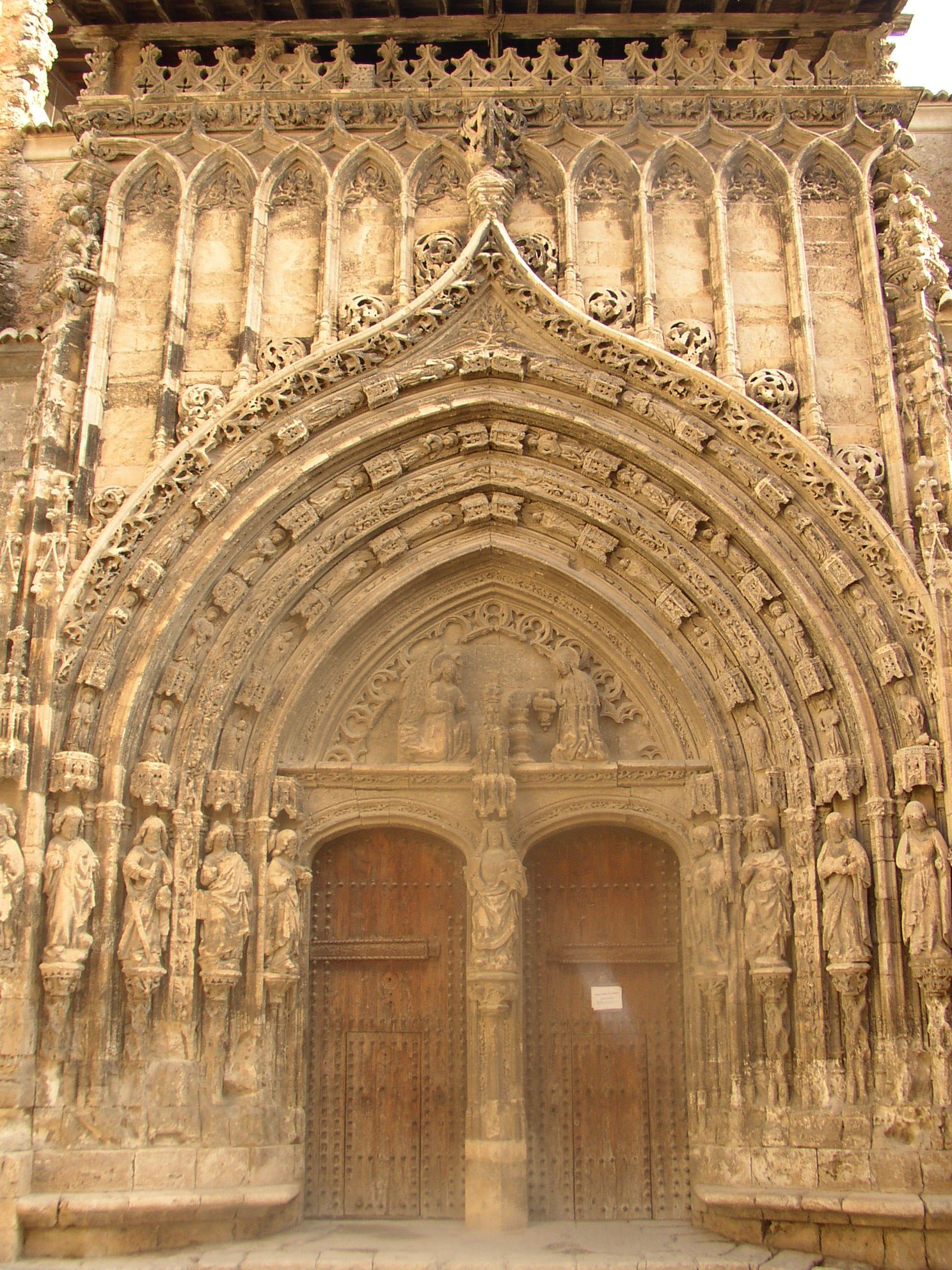
サンタ・マリア教会
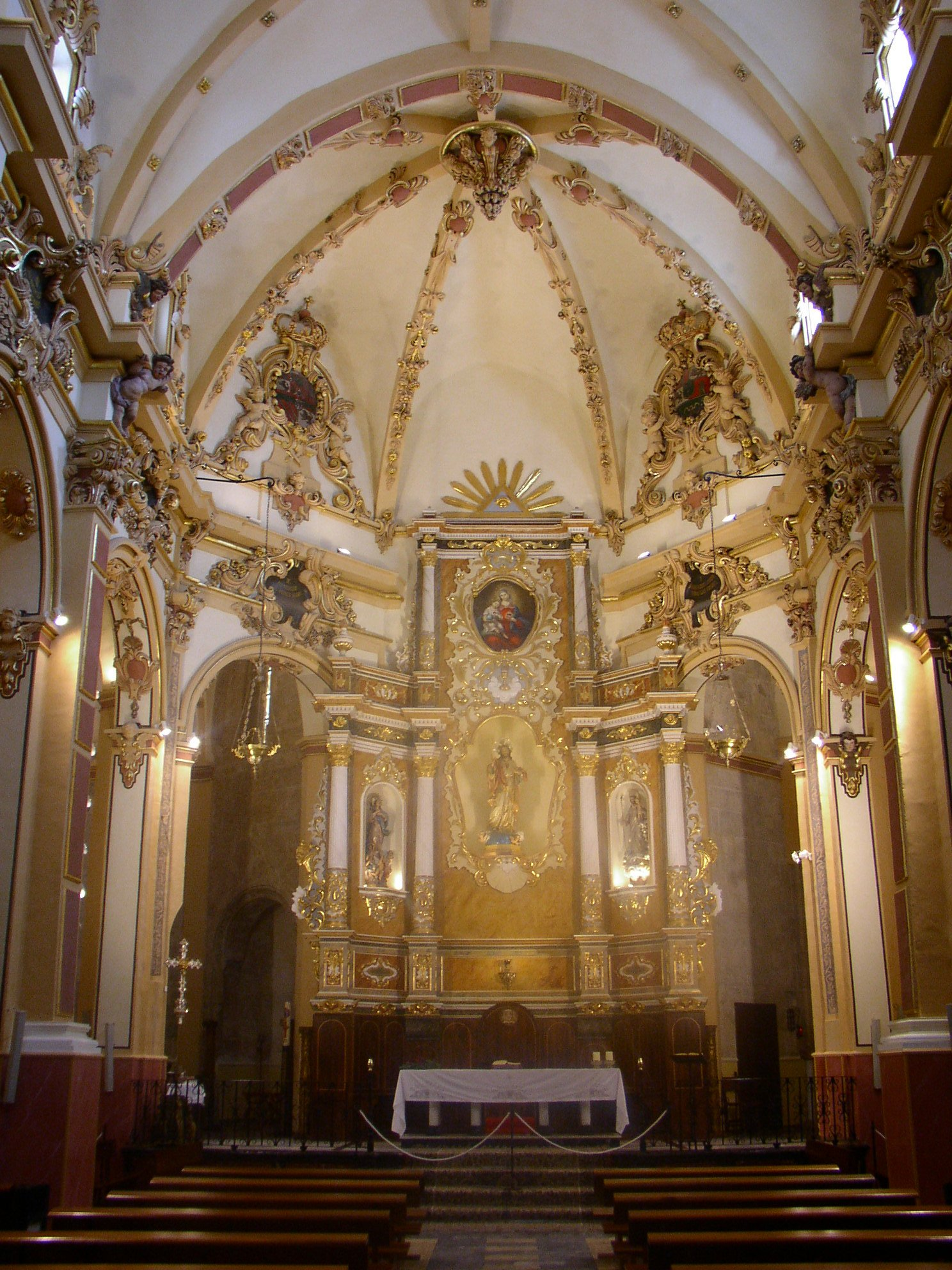
サルバドール教会
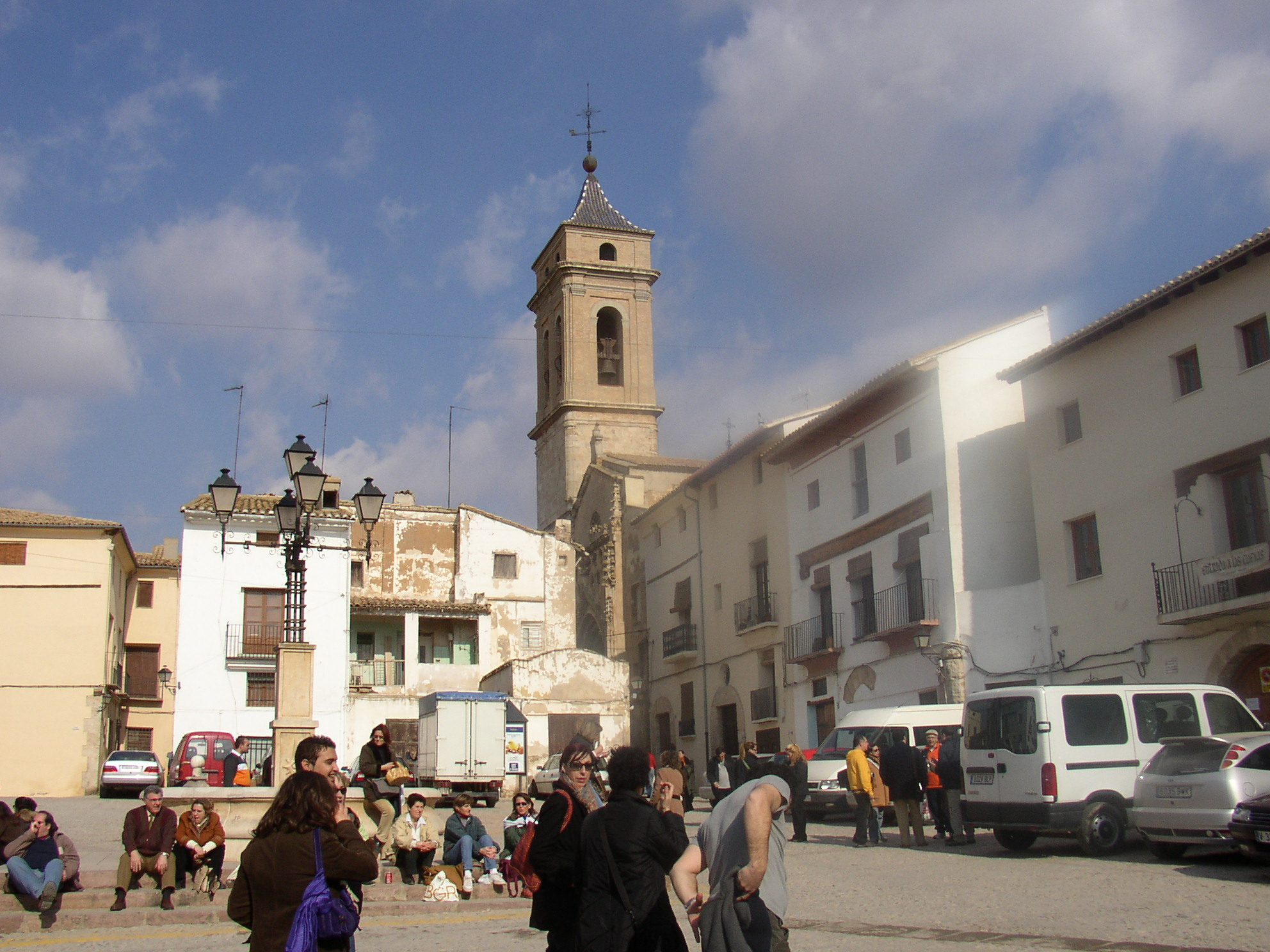
アルボルノス広場